# 1574 en science
| Années de la science : 1571 - 1572 - 1573 - 1574 - 1575 - 1576 - 1577    |
| Décennies de la science : 1540 - 1550 - 1560 - 1570 - 1580 - 1590 - 1600 |

Cet article présente les faits marquants de l'année 1574 en science.

## Événements
- 22 novembre : le navigateur espagnol Juan Fernández découvre les îles qui portent son nom au large du Chili[1].

## Publications
- Christophorus Clavius : Commentaires sur Euclide, 1574 ;
- Rembert Dodoens : Purgantium aliarumque eo facientium, tum et radicum, convolvulorum ac deleteriarum herbarum historiae, 1574 ;
- Henri de Monantheuil : Oratio pro mathematicis artibus Parisiis habita ab Henrico Monantholio, Paris, 1574.
- Hartmann Schopper (de) : De Omnibus illiberalibus artibus sive mechanicis artibus, publié à Francfort (techniques de métallurgie).

## Naissances

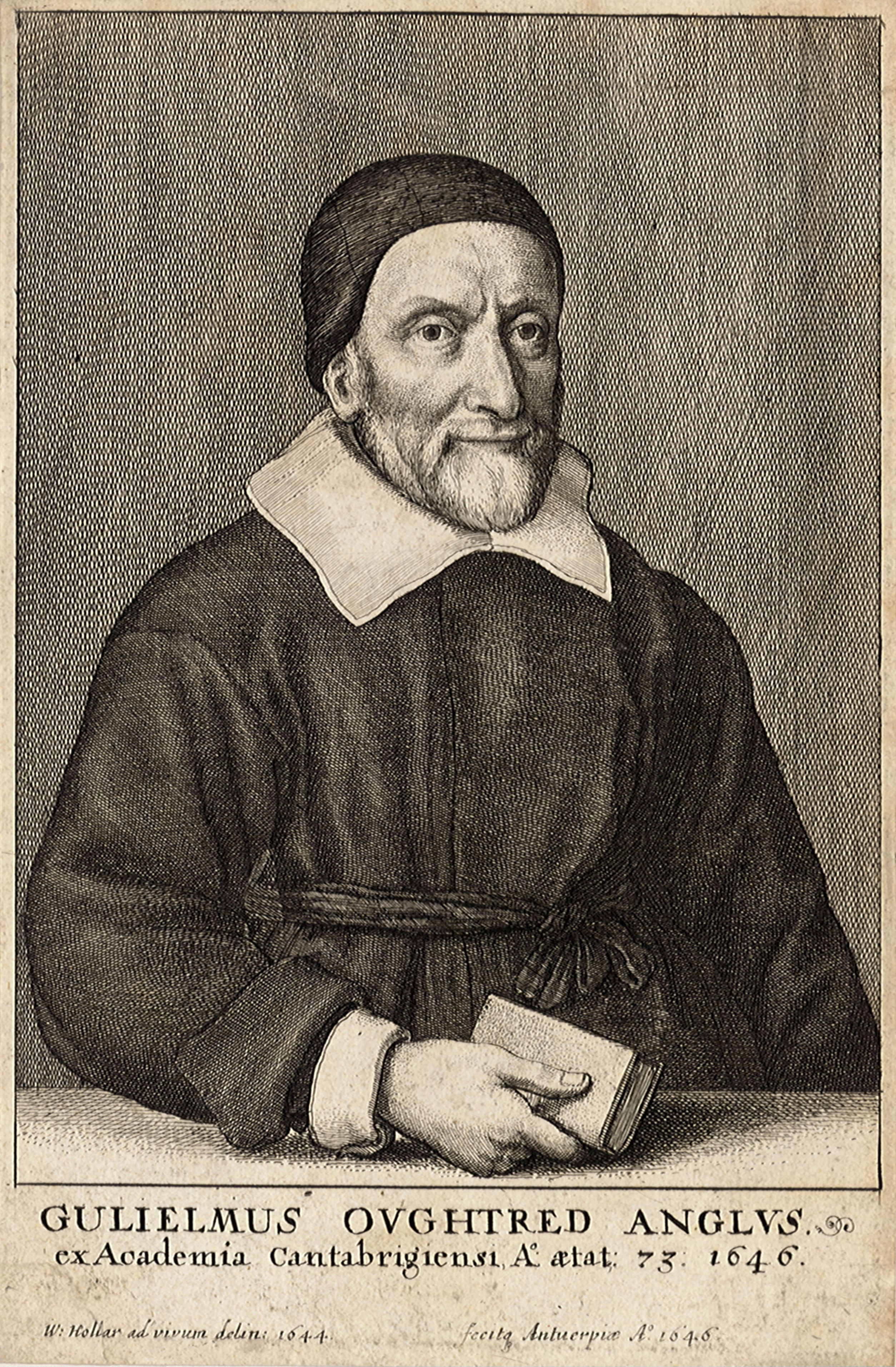
Portrait de William Oughtred, par Wenceslas Hollar.

- 5 mars : William Oughtred (mort en 1660), mathématicien et théologien britannique.
- 24 juillet : Thomas Platter dit le Jeune (mort en 1628), botaniste et médecin suisse.

- Didier Dounot (mort en 1640), mathématicien français.
- Jean Faber (Joannes Farber) (mort en 1629), médecin anatomiste et botaniste italien d’origine allemande.

## Décès
- 1er février : Jacques Charpentier (né en 1524), docteur en philosophie et en médecine français.
- 27 août : Bartolomeo Eustachi (né vers 1510), savant anatomiste et médecin italien.
- 4 décembre : Georg Joachim Rheticus (né en 1514), astronome et mathématicien autrichien. Il est passé à la postérité comme celui qui décida Copernic à publier sa théorie héliocentrique (1541-1543).